# Bismut-211
Bismut-211 of 211Bi is een instabiele radioactieve isotoop van bismut, een hoofdgroepmetaal. De isotoop komt van nature niet op Aarde voor.
Bismut-211 kan ontstaan door radioactief verval van lood-211, astaat-215 of actinium-225.
{\displaystyle {\ce {{^{211}_{82}Pb}->{^{211}_{83}Bi}+{e^{-}}+{\bar {\nu }}_{e}}}}
{\displaystyle {\ce {{^{211}_{84}Po}->{^{211}_{83}Bi}+{e^{+}}+{\nu }_{e}}}}

## Radioactief verval
Bismut-211 vervalt tot de radio-isotoop thallium-207, onder uitzending van alfastraling:
{\displaystyle {\ce {{^{211}_{83}Bi}->{^{207}_{81}Tl}+\,_{2}^{4}\alpha }}}
De halveringstijd bedraagt 2,14 minuten.
184Bi · 184mBi · 185Bi · 185mBi · 186Bi · 186mBi · 187Bi · 187m1Bi · 187m2Bi · 188Bi · 188mBi · 189Bi · 189m1Bi · 189m2Bi · 190Bi · 190m1Bi · 190m2Bi · 191Bi · 191mBi · 192Bi · 192mBi · 193Bi · 193mBi · 194Bi · 194m1Bi · 194m2Bi · 195Bi · 195m1Bi · 195m2Bi · 196Bi · 196m1Bi · 196m2Bi · 197Bi · 197m1Bi · 197m2Bi · 197m3Bi · 197m4Bi · 197m5Bi · 198Bi · 198m1Bi · 198m2Bi · 199Bi · 199m1Bi · 199m2Bi · 199m3Bi · 200Bi · 200m1Bi · 200m2Bi · 201Bi · 201m1Bi · 201m2Bi · 201m3Bi · 201m4Bi · 202Bi · 202m1Bi · 202m2Bi · 203Bi · 203m1Bi · 203m2Bi · 204Bi · 204m1Bi · 204m2Bi · 205Bi · 206Bi · 206m1Bi · 206m2Bi · 207Bi · 207mBi · 208Bi · 208mBi · 209Bi · 210Bi · 210mBi · 211Bi · 211mBi · 212Bi · 212m1Bi · 212m2Bi · 213Bi · 214Bi · 215Bi · 215mBi · 216Bi · 217Bi · 218Bi · 219Bi · 220Bi · 221Bi · 222Bi · 223Bi · 224Bi